# 穆邪利
穆 邪利（ぼく しゃり、生没年不詳）は、中国の北斉の後主の3人目の皇后。小字は黄花。字は邪利。

## 生涯
母の軽霄は、はじめ穆子倫の婢であったが、侍中の宋欽道の家に入って、私通して黄花を生んだ。父の氏族は知られず、あるいは宋欽道の娘であるともいう。宋欽道の妻は軽霄の顔に「宋」の字を入れ墨させた。
560年、宋欽道が処刑されると、黄花は北斉の後宮に入り、斛律皇后の侍婢となったが、後主の寵愛を受け、宮中で舎利太監と称された。後主の乳母の陸令萱に気に入られて、その養女となり、推薦されて弘徳夫人（三妃の一つ）となった。
570年6月、皇子の高恒を生んだ。9月、高恒が皇太子に立てられた。穆・陸は相対するとされて、黄花は穆氏の姓を受けた。572年10月、陸令萱の助けを受けて左皇后に立てられた。12月に胡皇后が廃されると、翌573年2月に皇后に立てられた。
かつて折衝将軍の元正烈が鄴城の東の水中で璽を得て献上したことがあり、その璽の文には「天王后璽」とあり、後趙石氏の作であった。これが穆皇后のための瑞祥とされた。武成帝のとき、胡太后のために巨額の費用を投じて真珠の裙袴を作らせたことがあったが、焼失してしまっていた。後主が穆皇后を立てると、再びこれを作らせた。
北周が北斉に使者を派遣して商胡を同行させたとき、皇后のために真珠をあがなって七宝車を造らせた。ときに「黄花勢欲落、清觴満盃酌」と童謡に歌われた。黄花の権勢の長くないのを「黄花の勢落つるを欲し」と言い、後主が穆皇后を立てて飲酒に節度がなくなっていたのを「觴清くして盃酌に満つ」と言わせたものであった。
陸令萱の子の駱提婆を穆と改姓させた。黄花は陸令萱を母と考えていたので、軽霄のことをかえりみなかった。軽霄が後に顔の入れ墨を治して、娘に会おうとしたが、会うことはできなかった。
577年1月、後主が高恒（幼主）に譲位すると、黄花は太上皇后となった。後主の母の胡太后とともに済州に逃れ、さらに後主とともに青州に逃れたが、青州の南鄧村で北周の将軍の尉遅勤に捕らえられた。鄴に連行され、さらに長安に連行された。

## 伝記資料
- 『北斉書』巻9 列伝第1
- 『北史』巻14 列伝第2 后妃下